# David Timoner
David Timoner est un monteur, producteur et directeur de la photographie américain.

## Filmographie

### comme monteur
- 1994 : The Nature of the Beast (TV)
- 1998 : Modern Marvels (série télévisée)
- 2000 : Sound Affects (TV)
- 2001 : Welcome to the Club: The Women of Rockabilly (vidéo)
- 2001 : Welcome to the Club (TV)
- 2003 : What Should You Do? (série télévisée)
- 2003 : Switched! (série télévisée)
- 2003 : Sunset Story
- 2004 : Cell Dogs (série télévisée)
- 2005 : A Place of Our Own: Los Niños en Su Casa (série télévisée)
- 2005 : Caesars 24/7 (série télévisée)
- 2005 : Dancing with the Stars (série télévisée)
- 2005 : Dancing with the Stars (série télévisée)
- 2005 : Dancing with the Stars (Dance Off) (TV)

### comme producteur
- 1994 : The Nature of the Beast (TV)
- 2004 : DiG!

### comme directeur de la photographie
- 2004 : DiG!